# Channel 4

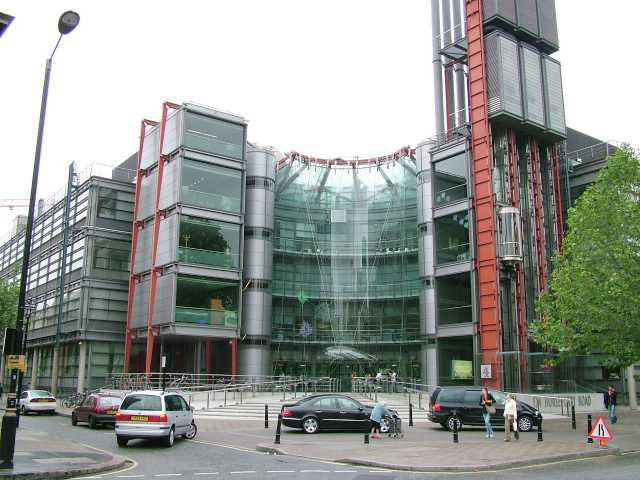
Channel 4, Horseferry Road, London (2004)

Channel 4 ist ein 1982 gegründeter britischer Fernsehsender. Die Anstalt befindet sich im öffentlich-rechtlichen Eigentum und finanziert sich privatwirtschaftlich über Werbung und sonstige kommerzielle Aktivitäten.

## Geschichte
Seinen Namen verdankt Channel 4 dem Umstand, dass es im Gründungsjahr 1982 im Vereinigten Königreich nur drei Sender gab, nämlich die beiden BBC-Kanäle „BBC 1“ und „BBC 2“ sowie ITV. Das Britische Parlament beschloss die Gründung eines vierten Programms. Am 2. November 1982 ging Channel 4 erstmals auf Sendung. 1990 wurde der Sender in eine Aktiengesellschaft überführt, deren Anteile sich im Eigentum des Kulturministeriums befinden.
Seine Zuschauerzahlen erhöhte er in den 1990er-Jahren durch den Zukauf von Sportrechten, amerikanischen Fernsehserien wie Emergency Room – Die Notaufnahme und Friends sowie Reality-TV-Sendungen. Eine angeschlossene Filmproduktionsfirma, die 2002 aufgrund von Verlusten schließen musste, steuerte Filme wie Vier Hochzeiten und ein Todesfall und Trainspotting zum Programm bei. Seit 2002 sind auch die Sendungen um den Fernsehkoch Jamie Oliver auf Channel 4 zu sehen.
Der Sender betreibt weitere Kanäle wie Film4, E4 und More4, die seit dem 6. Mai 2008 digital ausgestrahlt und unverschlüsselt sowie kostenfrei empfangbar sind. Channel 4 selbst wurde ebenfalls auf Astra 28,2 Grad Ost unverschlüsselt aufgeschaltet. Somit werden seit dem 6. Mai 2008 alle Channel-4-Programme uncodiert gesendet. Um Rundfunkübertragungsrechten und Lizenzen nachzukommen, erfolgt die Ausstrahlung von Channel 4 seit Januar 2014 über den auf die britischen Inseln fokussierten UK-Spotbeam des Satelliten „Astra 2E“.

## Aufsicht und Programmgestaltung
Der Sender unterliegt der Aufsicht des Office of Communications und hat einen öffentlichen Programmauftrag. Das Normalprogramm wird in allen Teilen des Vereinigten Königreichs und Irland gesendet. In Wales ist Channel 4 erst seit der Umstellung auf Digitales Fernsehen 2010 zu empfangen. Zuvor wurde dort stattdessen der Sender S4C (walisisch Sianel Pedwar Cymru) analog ausgestrahlt, auf dem ein Mischprogramm aus Teilen des Channel-4-Programms und Sendungen in walisischer Sprache gesendet wurde. Mit der Verfügbarkeit des vollen Channel-4-Programms wurde S4C ein rein walisischsprachiges Programm.
Channel 4 verleiht zusammen mit der Saatchi Gallery den Studenten-Kunstpreis „4 New Sensations“.
Im März 2007 erregte die fertiggestellte dreiteilige Dokumentation Wank Week (wörtlich: „Wichswoche“) Aufsehen, in der es um Varianten der Masturbation geht, die von der amerikanischen Sexualwissenschaftlerin Betty Dodson erläutert wurden. Aufgrund des Protests aus konservativen Kreisen der aufsichtsführenden Behörde kam es bisher zu keiner Ausstrahlung. Eine öffentliche Kritik wurde zudem bei Vorträgen im Rahmen der James MacTaggart Memorial Lectures im Kontext des Edinburgh International Television Festivals geäußert. Ein Jahr zuvor war die Penis Week auf Channel 4 ausgestrahlt worden, die von der Öffentlichkeit überwiegend positiv aufgenommen worden war.

## Trivia
Im November 2019 lud Channel 4 die Chefs politischer Parteien zur besten Sendezeit zu einer Debatte zur Klimakrise ein. Premierminister Boris Johnson und Nigel Farage nahmen diese Einladung nicht an. Der Fernsehsender ersetzte die beiden während der Debatte daraufhin durch Eisskulpturen, die im Verlauf der Debatte dahinschmolzen.